# Višnar
Višnar je priimek več znanih Slovencev:
- Drago Višnar, izumitelj
- Katja Višnar (*1984), smučarska tekačica
- Lojze Višnar (1899-1951), slikar samouk (Jesenice)
- Matjaž Višnar (*1950), igralec
- Nives Višnar (1953-2020), veterinarka